# Прапор Північної Території
Прапор Північної території Австралії офіційно затверджений у 1978. Північна територія існує з 1911, проте до 1978 у неї не було ні свого уряду, ні прапору.

## Історія
Оскільки Північна територія ніколи не мала статусу колонії або штату, було вирішено, що дизайн нового прапора буде оригінальним. Розробкою прапора зайнявся відомий художник Роберт Інгпен. В основу прапора ліг ряд проектів, запропонованих громадськістю.
Прапор Північної території вперше піднятий над будівлею капітолія в Дарвіні, 1 липня 1978.

## Дизайн прапора
Прапор відрізняється від австралійського державного прапора тим, що він не має в своїй основі синій (англійський) кормовий прапор. По дизайну він схожий з прапором Австралійської столичної території. При створенні прапора використовувалися офіційні кольори території — чорний, білий і коричневий. Ліворуч розташований Південний Хрест — п'ять білих зірок на чорному тлі, в центрі розташовується стилізоване зображення символу Північної території — бавовник Стерта з сімома білими пелюстками, що символізують шість австралійських штатів та Північну територію.